# Simeon I. (Bulgarien)

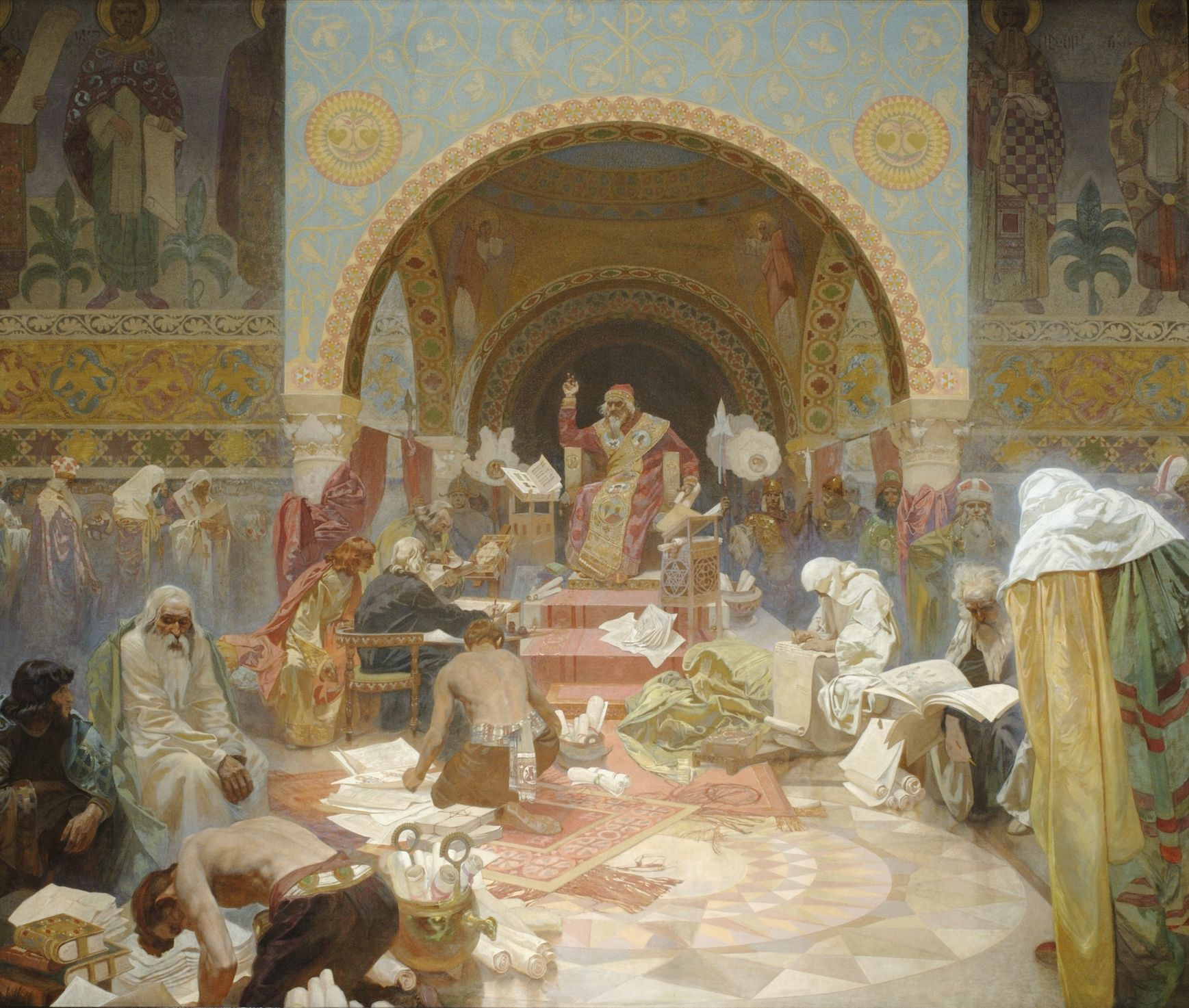
Simeon, Zar der Bulgaren aus dem Slawischen Epos von Alfons Mucha (1923)

Ausdehnung Bulgariens unter Simeon I.

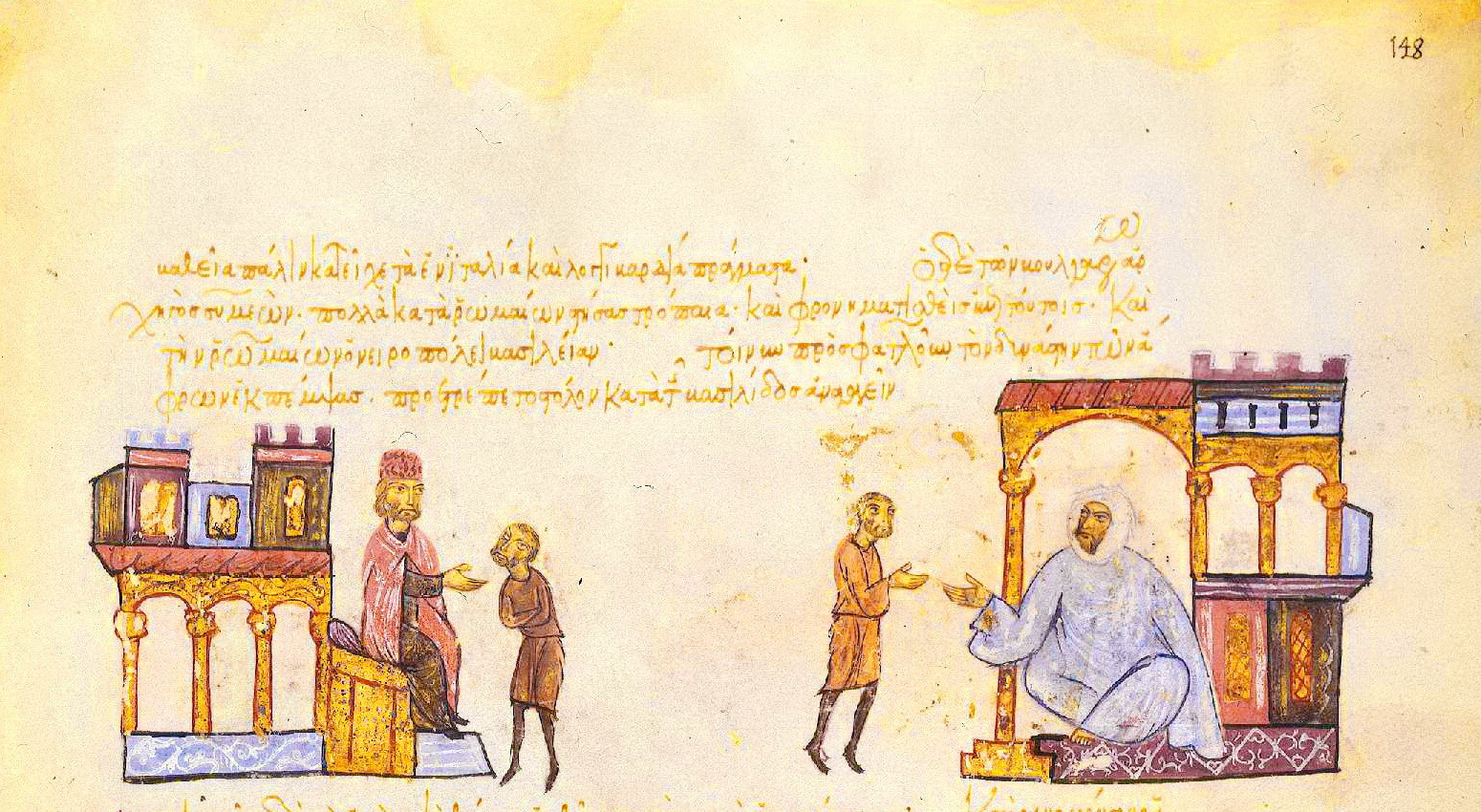
Simeons Gesandter bei den Fatimiden.

Simeon I., auch Simeon der Große genannt (oder Symeon) (bulgarisch Симеон I. Велики/Simeon I. Weliki; * 864 in Pliska; † 27. Mai 927 im Preslaw), war von 893 bis 913 Knjaz und von 913 bis 927 Zar des Bulgarischen Reichs. Seine Regierungszeit gilt allgemein als ein Glanzpunkt der bulgarischen Geschichte und wird heute als das „Goldene Zeitalter“ der bulgarischen Machtentfaltung gesehen.

## Leben

### Junge Jahre und Thronbesteigung
Simeon war der dritte Sohn von Boris I., dem ersten christlichen Herrscher Bulgariens mit seiner Frau Maria. Simeon wuchs in Konstantinopel auf, wo er am Hofe der byzantinischen Kaiser eine hohe Ausbildung genoss. Er studierte Theologie und weltliche Philosophie, weswegen er von Zeitgenossen „Halbgrieche“ genannt wurde, an der berühmten Universität von Konstantinopel. Die Studien schloss er 886 ab. Danach kehrte er nach Bulgarien zurück und trat als Mönch in das Pantelejmon-Kloster nahe Preslaw ein, wo er sich literarischen Tätigkeiten widmete.
Simeon folgte 893 seinem Bruder Wladimir Rassate, der auf dem von Knjaz Boris einberufenen Volkskonzil von Pliska abgesetzt wurde, auf dem Thron nach.

### Erster „Handelskrieg“ mit Byzanz

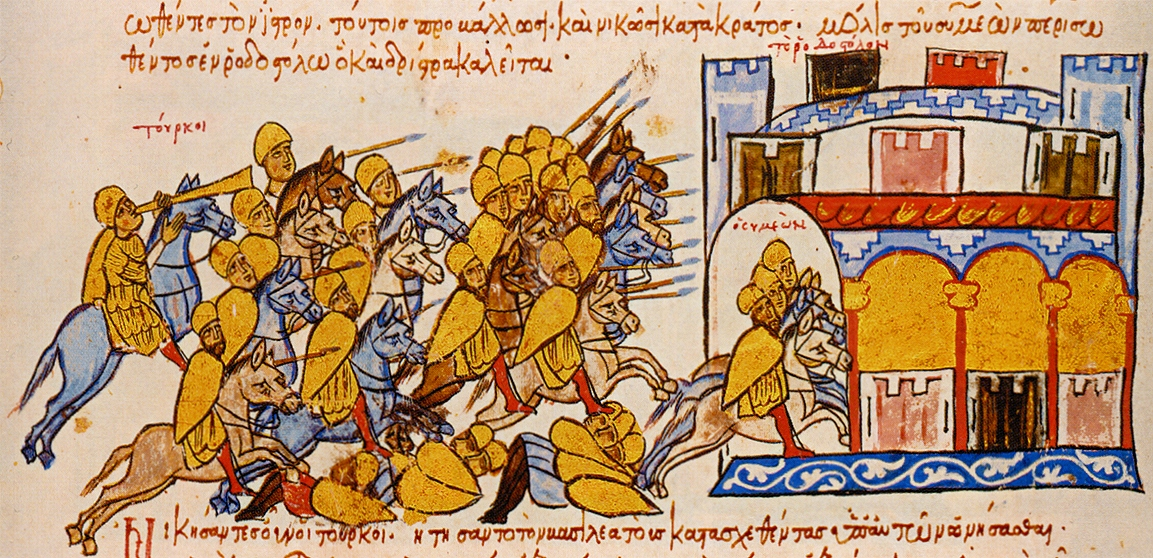
Rückzug der Bulgaren, nach einem Angriff der Magyaren.

Mit Simeons Thronbesteigung fand der lange andauernden Frieden mit Byzanz ein Ende. Der unmittelbare Anlass, eine Handelsfrage, war eine für jene Zeit seltene Erscheinung. 893 übergab der byzantinische Kaiser Leo VI., auf Betreiben seines Schwiegervaters Stylianos Zautzes, das Handelsmonopol mit Bulgarien an zwei griechische Kaufleute. Daraufhin verlegten die Kaufleute, ohne Rücksprache mit den Bulgaren, den Markt für bulgarische Importwaren von Konstantinopel nach Thessaloniki. Zusätzlich wurden die bulgarischen Händler durch höhere Zölle belastet.
Als die friedlichen Mittel zur Beseitigung dieses Zustandes nicht ausreichten, griff Simeon 894 die überraschten Byzantiner an. Das schnell versammelte byzantinische Heer, geführt von dem Strategen Krinites, wurde in Makedonien geschlagen. Da der Krieg ohne Vorbereitungen ausbrach, zog sich Simeon zurück. Für den weiteren Verlauf der Kampfhandlungen konnten die Byzantiner die Magyaren unter Árpád als Verbündete im Kampf gegen Simeon gewinnen. Die byzantinische Flotte ermöglichte ihnen den Übergang über die Donau und gemeinsam mit dem byzantinischen Heer, das in Thrakien einmarschierte, nahmen sie 895 Simeon in die Zange. Simeon, der nur auf einen Einmarsch im Süden vorbereitet war, ersuchte schließlich um Frieden.
Nach dem Abzug der Byzantiner und noch während der Friedensverhandlungen wandte sich Simeon dem Norden zu. Als die Magyaren zu dieser Zeit in Pannonien kämpften, verbündete sich der bulgarische Zar 896 mit den an der Dnister lebenden Petschenegen und schlug jene vernichtend. Nach der Niederlage verließen die Magyaren für immer ihre Gebiete in Bessarabien und zogen weiter in Richtung Westen, wo sie sich im oberen Theiß-Gebiet niederließen und somit vorläufig keine Bedrohung mehr für das bulgarische Reich darstellten.

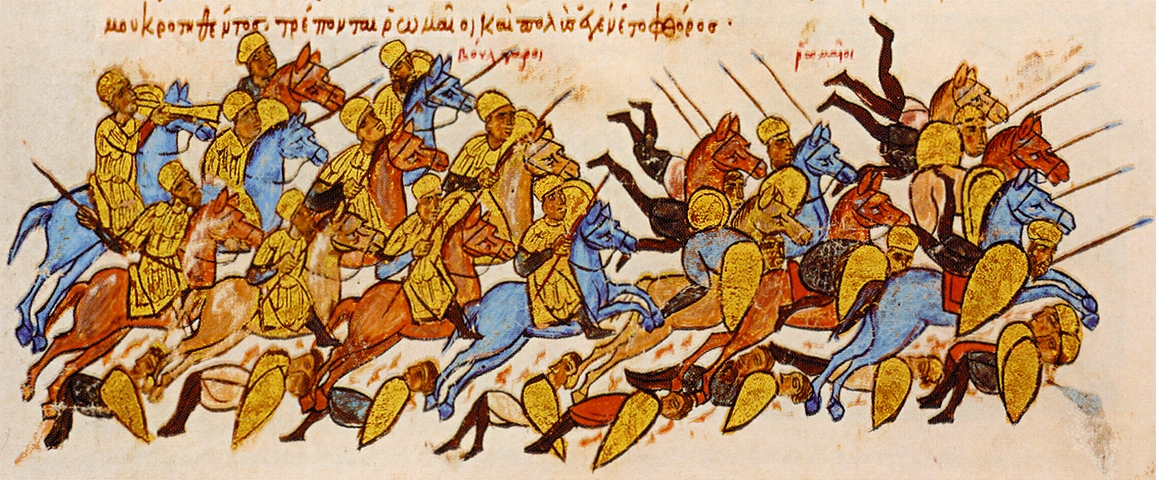
Die Bulgaren siegen bei Bulgarophygon.

Nachdem die magyarische Gefahr abgewehrt wurde, konzentrierte Simeon I. im Sommer 896 die bulgarischen Truppen in Thrakien. Noch im selben Jahr schlug er die Byzantiner bei Bulgarophygon (heute Babaeski), unweit von Andrianopel und eroberte Nordthessalien, den Epirus und weite Teile des heutigen Makedoniens. Die Byzantiner, die wegen des Vorstoßes der Araber im Osten wieder in einer schwierigen Lage geraten waren, verpflichteten sich wieder jährlichen Tribut an die Bulgaren zu zahlen und weitere Gebiete am Schwarzen Meer, Epirus und Südthessalien abzutreten. Die Bulgaren stiegen zur „meistprivilegierten Wirtschaftsnation“ auf, alle wirtschaftliche Restriktionen wurden aufgehoben und der bulgarische Markt wurde nach Konstantinopel zurück verlagert. Dieser Friedensvertrag galt bis 913, mit einer Ausnahme  904. Als Ort der Übergabe des byzantinischen Tributes wurde Debeltos vereinbart.
Im Zuge dieser Auseinandersetzungen zwischen Bulgarien und Byzanz war Serbien eher Byzanz zugeneigt. Doch in den innenpolitischen Kämpfen um den serbischen Thron unterstützte Simeon Petar Gojniković, was zu einem zwanzigjährigen (897–917) Frieden führte. Als sich der serbische Zupan jedoch Byzanz zuwandte, griff Simeon mit einem Heer in Serbien ein und setzte ihn durch Pavle Branović ab. In dieser Zeit kam Serbien unter bulgarische Oberhoheit.
Nach der Plünderung von Thessaloniki durch die Araber 904 sah Simeon die Möglichkeit, die Stadt dem Bulgarischen Reich einzugliedern. Die Byzantiner konnten jedoch die Stadt durch höheren Tribut freikaufen. Weiter gaben die Byzantiner territorialen Ansprüchen Simeons nach, womit die Grenze zwischen beiden Ländern nur ca. 20 km von Thessaloniki entfernt war. Die folgenden Friedensjahre nutzte Simeon zum Ausbau seiner Residenzstadt Preslaw und zur Förderung der gerade aufblühenden kirchenslawischen Literatur.

### Zweiter Krieg mit Byzanz und Kaiserkrönung

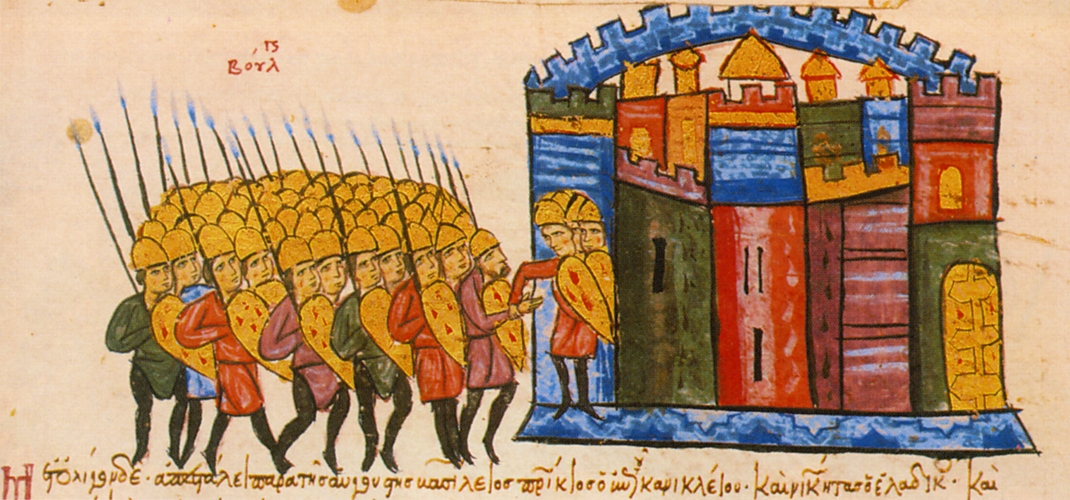
Die Einnahme Adrianopels

Im Mai 912 starb der byzantinischen Kaiser Leo VI. Sein Nachfolger wurde Kaiser Alexander. Als die bulgarischen Gesandten in Konstantinopel eintrafen, um den Frieden von 896 zu erneuern und die jährlichen Tributzahlungen einzufordern, verweigerte Alexander dieses und löste damit einen neuen, insgesamt fünfzehn Jahre währenden Krieg aus. Diesmal zog Simeon mit dem Ziel in den Krieg, Byzanz zu vernichten, die oströmische Kaiserkrone zu erwerben und somit die Hegemonie über den östlichen Christen zu übernehmen. Er trat in Verhandlungen mit Kaiser Konstantin VII. und wurde in Konstantinopel von dem Patriarchen Nikolaus I. empfangen. Er bekam die kaiserliche Krone, wurde jedoch nur als „Basileus (Kaiser) von Bulgarien“ anerkannt. 914/15 eroberte Simeon die byzantinischen Provinzen Makedonien (die ostthrakische Region um Andrianopel, ), Thessalonica und Durazzo.

Zar Simeon I. schlägt die Byzantiner bei Anchialos

Die Schlacht von Anchialos am 20. August 917

Obwohl die Byzantiner die Serben zum Kampf gegen Simeon gewonnen hatten, mussten sie ihn nach der verheerenden Niederlage in der Schlacht von Anchialos am Schwarzen Meer am 20. August 917 um Frieden bitten. Simeon wies die Bitte zurück und erklärte sich darauf – dem Kaisertitel entsprechend – zum „Zaren (gr. Basileus) der Bulgaren und Rhomäer“ (=Römer, wie sich die byzantinischen Griechen selbst nannten). 918/919, proklamierte Simeon die Unabhängigkeit (Autokephalie) der bulgarisch-orthodoxen Kirche und erhob sie zur Patriarchalkirche. 918 unternahm Simeon einen großangelegten Feldzug in die nord- und mittelgriechischen Reichsgebiete und erreichte dabei den Golf von Korinth. Da die Eroberung Konstantinopels ohne Kriegsflotte unmöglich war, verbündete sich Simeon sogar mit dem Fatimiden-Kalifen Abdallah al-Mahdi.
In der darauf folgenden Zeit griffen die Serben das bulgarische Reich an und verwickelten Simeon in einen langwierigen Krieg, der 924 zur Eingliederung Serbiens in das bulgarische Reich als Provinz führte. Da ein Teil der serbische Bevölkerung im benachbarten Kroatien Zuflucht suchte, folgte ein zweijähriger bulgarisch-kroatischer Krieg, der durch die Vermittlung von Papst Johannes X. unterbrochen wurde. Die wiederaufgenommenen Kontakte zum Papst brachten eine erneute Annäherung Bulgariens an die römische Kirche. Als eine päpstliche Gesandtschaft im Sommer 927 in Preslaw eintraf, um Simeon I. als Kaiser zu krönen und die Unabhängigkeit der bulgarischen Kirche anzuerkennen, war jedoch Simeon bereits gestorben.
Simeon I. starb aufgrund eines Herzinfarktes am 27. Mai 927, während er eine erneute Belagerung Konstantinopels vorbereitete. Der Überlieferung zufolge war die Nachricht, dass seine Truppen gegen die Kroaten unter König Tomislav in der Schlacht unterlegen waren, die Ursache für den Herzinfarkt. 
Während der Herrschaft von Simeon I. erreichte das Erste Bulgarische Reich den Höhepunkt seiner Entfaltung, was Simeon den Beinamen der Große einbrachte. Es umfasste ganz Mösien, den größten Teil von Thrakien und Serbien, einen Teil der adriatischen Küste, Thessalien, Sirmium, die Walachei und Transsilvanien. Simeon marschierte mehrmals vor die Tore Konstantinopels, konnte die Stadt aber nie einnehmen. Unterstützung erhielten die Bulgaren während der Kämpfe von den Petschenegen, während sich die Ungarn und die Kroaten mit Byzanz verbündeten.
Simeon hatte aus seiner ersten Ehe mit Kubera einen Sohn Michael. Seine zweite Gemahlin Miriam, eine Schwester des Boljaren Kawkhan Georgi Sursuvul, hatte ihm weitere drei Söhne geboren, nämliche Peter, Iwan und Bojan (oder Benjamin). Die Gründe, wieso Simeon seinen erstgeborenen Sohn von der Thronfolge ausschloss und ihn ins Kloster steckte, sind unbekannt. Noch vor seinem Tod bestimmte Simeon den jüngeren Petar I. zu seinem Nachfolger, unter der anfänglichen Regentschaft des Bojaren Georgi Sursuvul.
Vier Monate nach dem Tod Simeons, am 8. Oktober 927, unter seinem Sohn Zar Petar I., erkannte schließlich auch Byzanz den kaiserlichen Titel des Zaren und die Autokephalie in Gestalt des Patriarchats an. Des Weiteren verpflichteten sich die Byzantiner, den Bulgaren Tribut zu zahlen. Dieser Frieden sollte fast 50 Jahren andauern.
- Siehe auch: Liste der Herrscher von Bulgarien

## Kultur und Religion

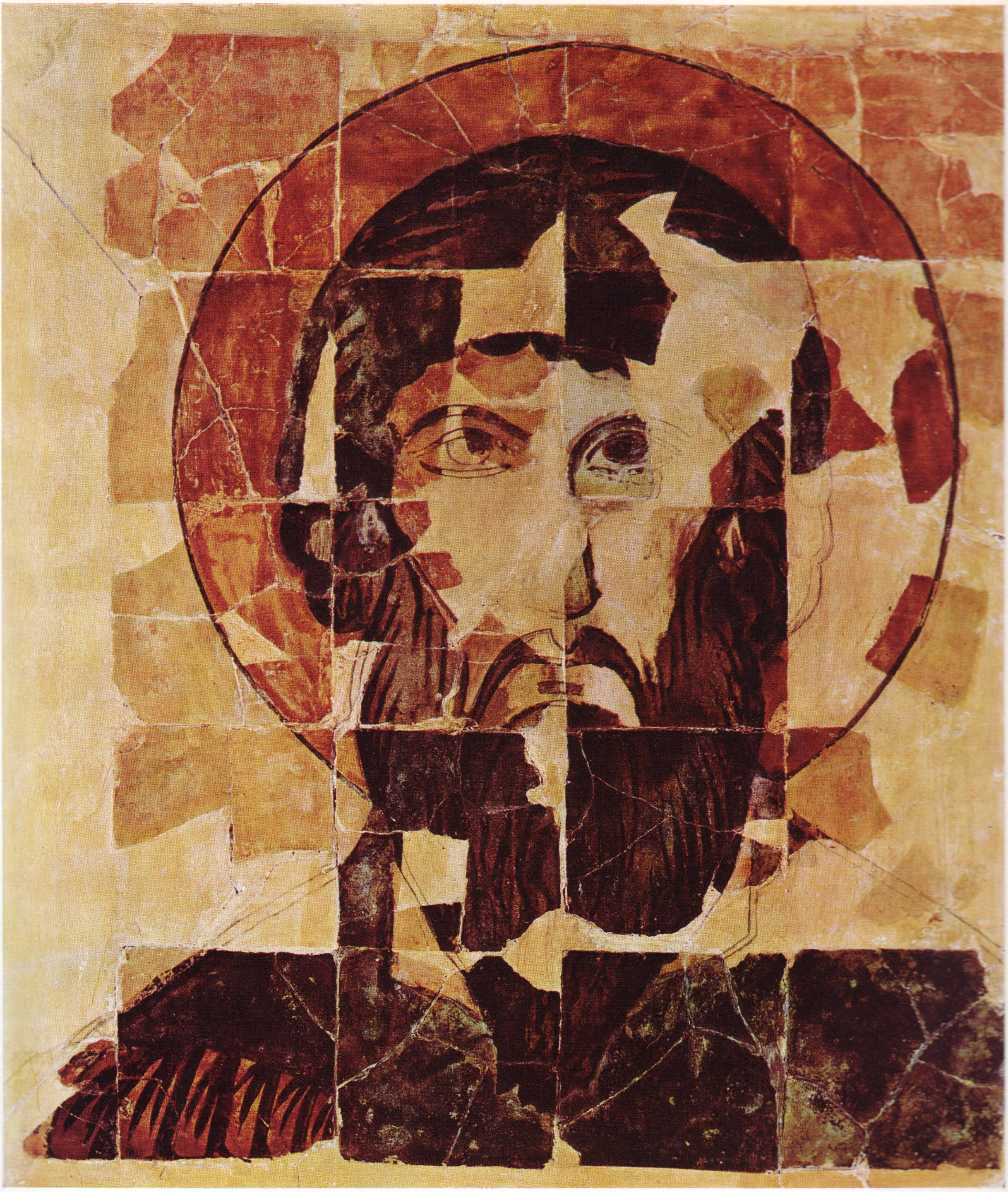
Ikone von Theodor Stratelates in der Pleslawer Keramik gefasst.

893 rief Knjaz Boris, Vater von Simeon, das Volkskonzil von Pliska ein. Um die Lösung des neu christianisierten Staates von den heidnischen Wurzeln zu festigen, wurde auf dem Konzil die Verlegung der Hauptstadt von Pliska nach Preslaw, sowie die Einführung des Altkirchenslawischen (auch als Altbulgarisch bekannt) als Staatssprache des bulgarischen Reiches beschlossen. In diesem Zusammenhang ernannte Zar Simeon 893 den in Bulgarien tätigen Slawenapostel Kliment von Ohrid „[...] zum ersten Bischof »bulgarischer Sprache«“.
Simeon I. verlegte die Hauptstadt von Bulgarien nach Weliki Preslaw, baute sie aus und errichtete zahlreiche Kirchen und Klöster. In der neuen Reichsmetropole errichtete Simeon I. die bekannte Schule von Preslaw und etablierte sie als viertes geistliches und kulturelles Zentrum Bulgariens, neben den von seinem Vater Boris erbauten Schulen von Devol (886), Pliska (886) und Ohrid (893), in denen weitere Schüler der Slawenapostel Kyrill und Method tätig waren. Die Schule von Preslaw mit ihren Schriftstellern, Philosophen und Geographen hatte jedoch ein solches kulturelles Gewicht, dass sie den Wettbewerb mit Konstantinopel nicht scheuen brauchte.

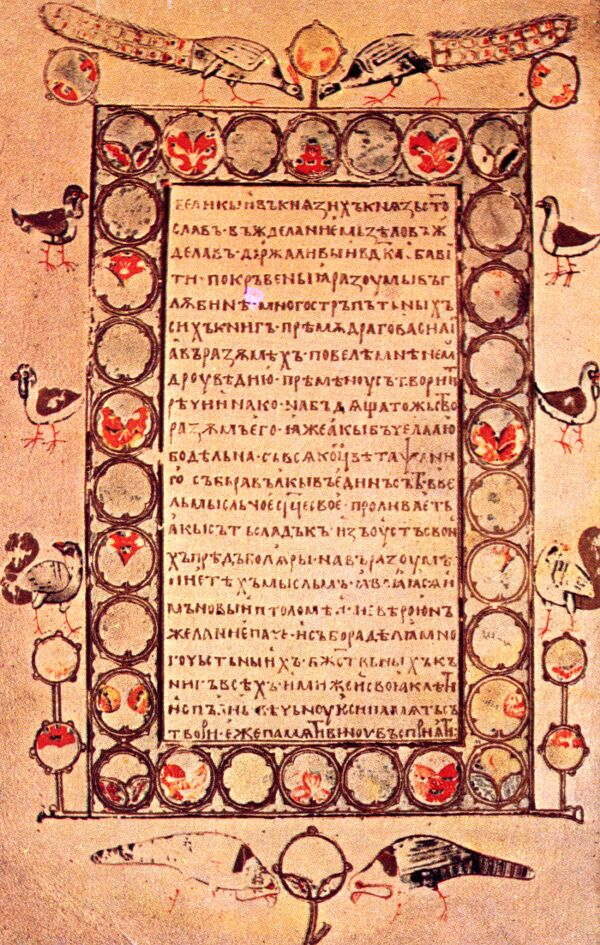
Simeon Laudatio

In dieser Zeit ging man in Bulgarien zu einem neuen, geeigneten, dem kyrillischen Alphabet über, das vorwiegend auf Elementen der griechischen Unzialschrift beruhte. Obwohl kyrillisch bezeichnet, dürfte es weder von Kyrill, noch wie manche meinten, von Kliment von Ohrid stammen. Zumindest erfuhr es seine erste Verbreitung durch den Priester Konstantin von Preslaw und die Schule von Preslaw. In dieser Zeit fällt auch die literarische Tätigkeit der Mönche Ioan Exarch, Tudor Doks, Presbyter Kozma und Tschernorizec Hrabar.
Auf Simeon geht der aus griechischen Quellen übersetzte Sammelband Zlatostruj („Goldstrom“) zurück, der den mittelalterlichen Bildungsstand nicht nur in Bulgarien, sondern auch in der Kiewer Rus, wohin der Band später gelangte, nachhaltig prägte. Nach seiner Anregung wurden auch weitere griechische, meist enzyklopädische und theologische Werke bearbeitet oder ins Altbulgarische übersetzt.

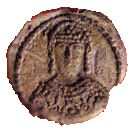
Simeons Siegel

Seine Regierungszeit wurde später das „Goldene Zeitalter“. der bulgarischen Kultur benannt. Das Bulgarische Reich reichte vom Schwarzen Meer bis zur Ägäis und Adria, es stieg zur stärksten Macht auf dem Balkan auf. Es entfaltete sich eine umfassende sakrale und profane Bautätigkeit, verbunden mit entsprechender Kunst und Entstehen vieler Bücher im Altbulgarischen. Im Unterschied zur byzantinischen Kirchenarchitektur zeigte sich in Bulgarien die Tendenz zu sehr dekorativem Mauerwerk (Blendbogennischen, Mosaikschmuck, Freskenmalerei). Auch die berühmte bemalte Preslawer Keramik entstand.
Bei der Gründung des Ersten Bulgarischen Reiches hatten sich die ethnisch so unterschiedlichen Slawen und Protobulgaren in einem Staat zusammengeschlossen. Unter Simeon wurde auf der Basis des kyrillischen Alphabets im Jahre 923 das Slawische zur offiziellen Staats- und Kirchensprache erklärt. Somit wurde das kirchenslawische Schrifttum, neben dem Christentum zum entscheidenden Moment des endgültigen Zusammenwachsens beider Völker. Darüber hinaus verbreitete und entwickelte sich das kyrillische Alphabet zur Grundlage des ganzen weiteren Schrifttums bei den orthodoxen Süd- und Ostslawen. Simeon führte als erster Herrscher den Titel Zar unter den slawischen Monarchien ein.
Simeon I. ist Namensgeber für den Simeon Peak auf der Livingston-Insel in der Antarktis.